# Фильний
Фильний (издревле прегордый Филя русских летописей) (? — 17 августа 1245 года) — венгерский барон и полководец начала XIII века. В частности, руководил неудачным походом на удержание Галича зимой 1220/21 годом в ходе борьбы против русского князя Мстислава Удатного, и походом 1245 года, закончившимся Ярославским сражением.

## Биография
Происхождение Фильния (также Филе, Фюле, Фила или Филья) неизвестно. Его потомки позже владели землей, в основном, в северо-восточной части Верхней Венгрии, включая Шеретву (современная Стретава, Словакия), которую он приобрел во время своей карьеры и позже был назван в честь этой деревни. Возможно, он был относительно менее благородного происхождения.
Его политическая и социальная ориентация полностью связана с венгерскими устремлениями в Галицком княжестве. После того, как король Венгрии Андраш II поставил правителем (князем, а затем королем) Галиции своего второго сына, малолетнего Коломана в 1214 года, Фильний вошел в свиту молодого монарха. Возможно, Фильний присутствовал при Андраше II и Лешеке Белом, верховном князе Польши в Сепеше (сегодня Спиш, Словакия) осенью 1214 года, где они устроили брак между Коломаном и Саломеей и их союз против регента Владислава Кормиличича. Представляя венгерскую элиту вместе с Деметриусом Абой и Бенедиктом Лысым, Фильний стал одним из ведущих столпов правления Коломана в Галиче в последующие годы. Чтобы наладить более тесные связи внутри «венгерской партии» в Галиче, Фильний женился на неизвестной дочери Судислава, ведущего галицкого боярина, который поддерживал Коломана. У Фильния от этого брака было двое сыновей, Иштван и Миклош. Иштван был родоначальником дворянских семей Шеретваи и Рамоча де Шеретва, видного родства в графстве Унг до начала 16 века, но также владел поместьями в графствах Пожонь, Тренчен и Нитра.
Отношения между венгерским королем Андрашем II и краковским князем Лешеком Белым обострились после 1214 года. Польский князь пожаловал Владимир-Волынский, который был самым престижным княжеским престолом на Волыни, братьям Даниилу и Васильку Романовичам. Ему также не удалось поддержать Коломана во время осады Галича. Лешек обратился к Мстиславу Мстиславичу Удатному, князю Новгородскому, ища его помощи против венгров. По словам историка Марты Фонт, Мстислав вторгся в Галицкое княжество, скорее всего, в начале 1219 года. Фильний повел венгерское войско против князя, но Мстислав разбил его войска с помощью половцев во главе со своим тестем Котяном. Поражение вынудило Коломана и его свиту, включая тестя Фильния Судислава, бежать в Венгрию. Галицко-Волынская летопись часто называет Филя (Филя) " гордым " — «гордым», «надменным» или «самоуверенным» — который постоянно пренебрегал галицкой армией.
К лету 1219 года Лешек Белый стал враждовать с Мстиславом Удатным и братьями Даниилом и Васильком Романовичами. Мстислав выдал свою дочь Анну замуж за князя волынского Даниила, который вскоре занял от поляков земли между реками Вепшем и Бугом. Лешек примирился с Андрашем II. Два монарха начали совместный военный поход против Галича в октябре 1219 года. Они победили Мстислава Удатного в трех битвах, вынудив его отступить, и Коломан вернулся в княжество, а Даниил Романович также сдал крепость Галич. Во время кампании Фильний возглавлял венгерский контингент, по словам Марты Фонт, и оставался в Галиче, чтобы в военном отношении поддерживать лабильное правление Коломана в княжестве, поскольку нет никаких источников, подтверждающих, что король Андраш II отправил последующие венгерские армии в Галич в предстоящем два года.
В 1221 году Фильний принял бой против русско-половецких сил на подступах к Галичу, оставив в городе гарнизон во главе с королевичем Коломаном и построив укрепление на церкви Богородицы, ставшей после поражения главных сил в поле последним оплотом венгров. В 1221 году по результатам победы Мстислава был заключён мир, положивший конец войне, длившейся с 1215 года, и дочь Мстислава выдана замуж за королевича Андрея.
По словам венгерского историка Аттилы Жолдоса, вполне возможно, что Фильний Шеретваи идентичен тому Файлу (Филе), который служил одним из вице-палатинов (лат. vicarius palatini) при палатине Николае Саке в 1220 году, как и его коллега-вице-палатин Морис Пок . Этот Фил выступал в качестве судьи в судебных процессах в Задунайских комитатах. Марта Фонт, которая считала, что Файл постоянно находился в Галиче между 1219 и 1221 годами, поставила под сомнение идентификацию.
Несмотря на свои военные неудачи в Галиче, Фильний не попал в немилость короля. Около 1230 года Андраш II пожаловал ему землю Сзелесте в комитате Ваш. Он также приобрел деревню Гьюд, которая находилась недалеко от Таснада в комитате Сольнок (современный Тэшнад, Румыния) . С 1231 по 1232 год он был магистром стюардов при королевском дворе. Когда Андраш II заключил договор со Святым Престолом в августе-сентябре 1233 года, Фильний был среди тех баронов королевства, которые присягнули на документ. В 1234 году его называли ишпаном округа Шопрон. После его смерти королевская хартия назвала его «баном». Это мог быть почетный титул, но также возможно, что когда-то при жизни он носил достоинство бана Славонии или, что менее вероятно, бана Северина. Польский хронист Ян Длугош неправильно назвал его «палатином», и впоследствии эта ошибка была принята некоторыми историками.
После того, как король Бела IV взошёл на венгерский престол в 1235 году, Файл сохранил свое влияние при королевском дворе, в отличие от нескольких других баронов, но источников для дополнительных офисных должностей нет. Во время своего первого нашествия в 1241—1242 годах монголы, наступавшие из Киевской Руси, прорвали баррикады, воздвигнутые на Верецком перевале (Верецкий перевал, Украина), опустошили имения Файла, лежавшие в Северо-Восточной Венгрии вдоль границы с Галицко-Волынским княжеством. Файл «потерял все свое имущество» во время вторжения, но сумел выжить. В качестве компенсации Бела IV подарил ему земли Бичче и Хозница в графстве Тренчен (современные Бытча и Гвоздница в Словакии соответственно). Тем не менее, Файл сконцентрировал свои приобретения в основном в округе Унг. Он купил Шеретву за 16 марок у местных крепостных воинов где-то после 1241 года. Вполне вероятно, что он приобрел и окрестные поселения — Палын (Палин, Словакия), Гейоц (Мали Хеивци, Украина) и Пинкоц (Пинковце, Словакия) — которые позже упоминается как собственность семьи Шеретваи к концу 13 века.
После ухода монголов в 1242 году король Бела IV стремился организовать новую оборонительную систему, создав зависимые государства к югу и востоку от Венгрии. Свою дочь Анну он выдал замуж за князя Ростислава Михайловича, претендента на галицкий престол. После неудачного нападения Ростислава в 1244 году Бела поддержал своего зятя в вторжении в Галич, которым правил Даниил Романович, летом 1245 года (в более ранней историографии 1249 год был неправильно отмечен как год венгерской кампании). Венгерский монарх назначил Фильния Шеретваи руководить большой армией, состоящей из венгров и поляков. Фильний — единственный известный венгерский военачальник, участвовавший в походах на Галич во времена правления Андраша II и Белы IV в течение двадцати пяти лет. Его роль могла быть мотивирована его существующими семейными отношениями в Галицко-Волынском княжестве. Ростислав начал атаку на Ярослава к северу от Перемышля; 17 августа 1245 года Даниил с помощью половцев разбил соперника, и Ростиславу Михайловичу снова пришлось бежать в Венгрию. В Ярославском сражении Фильний командовал одним из двух полков, стоявшим позади возглавляемого Ростиславом Михайловичем, выполнявшего роль ударной силы. Против полка Ростислава Даниил выставил заслон, а основными силами дважды атаковал полк Фильния. О Фильния Лев Данилович сломал копьё, а знамя Фильния было разорвано Даниилом Галицким. Его сыновьям, Иштвану и Миклошу, король Бела IV в декабре 1250 года пожаловал ранее принадлежавшие ему владения в графстве Тренчен.
Фильний был захвачен в плен и казнён. Был автором знаменитых фраз:

Один камень много горшков разбивает
Острый меч, борзый конь — много (погибнет) руси!
Русские стремительны в битве; постараемся сдержать напор их, ибо не выдержат (они) продолжительной сечи.